# Universidade de Zenica
Universidade de Zenica ( em bósnio:  Univerzitet u Zenici ) é uma universidade pública localizada em Zenica, Bósnia e Herzegovina. A universidade foi fundada em 2000, quando as faculdades em Zenica decidiram se separar da Universidade de Sarajevo.

## História
A faculdade de metalurgia foi fundada em 1950 e foi transferida para a Faculdade de Metalurgia em 1961 como uma faculdade externa da Universidade de Sarajevo. A partir daí, mais faculdades foram adicionadas e as matrículas aumentaram, até que uma Universidade independente foi criada pelo Parlamento do Cantão Zenica-Doboj em 2000. A Universidade é membro da Rede de Universidades dos Balcãs.

## Faculdades
- Faculdade de Metalurgia e Tecnologia[1]
- Faculdade de Engenharia Mecânica[2]
- Faculdade de Filosofia[3]
- Faculdade de Economia[4]
- Faculdade de Direito[5]
- Faculdade de Medicina[6]
- Faculdade de Pedagogia Islâmica[7]
- Faculdade Politécnica[8]

## Institutos
- Instituto "Kemal Kapetanović"[9]

## Promoção de graduação

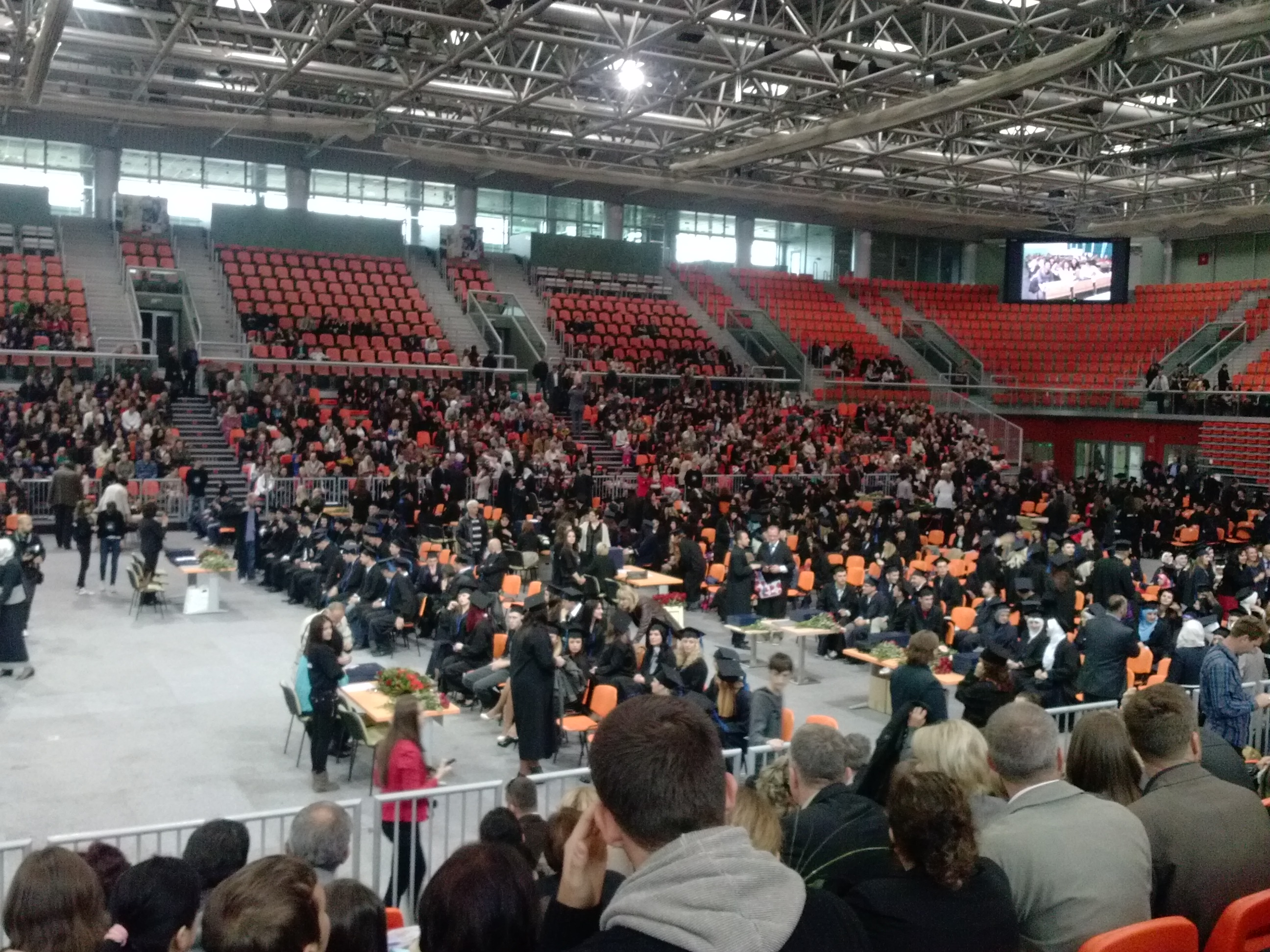
Promoção de graduação da Universidade de Zenica na Arena Zenica em outubro de 2013.

A Universidade realiza uma cerimônia de promoção anual para todos os alunos de graduação do programa de estudos BA e MA. A cerimônia é realizada todo mês de outubro na Arena Zenica. 